# Championnats d'Israël de cyclisme sur route
Les championnats d'Israël de cyclisme sur route sont disputés tous les ans.

## Hommes

### Podiums de la course en ligne

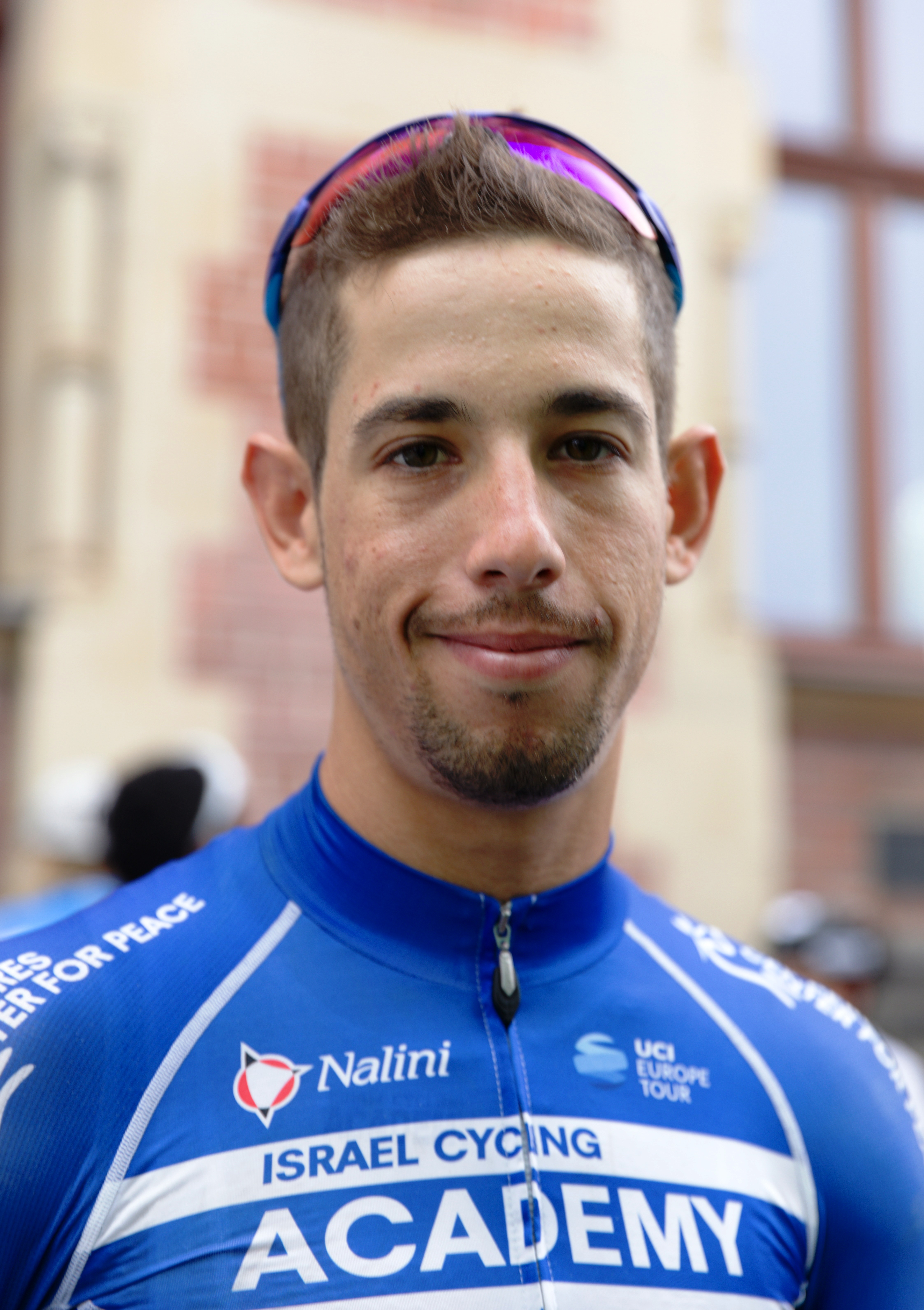
Roy Goldstein vêtu du maillot de champion d'Israël en 2018

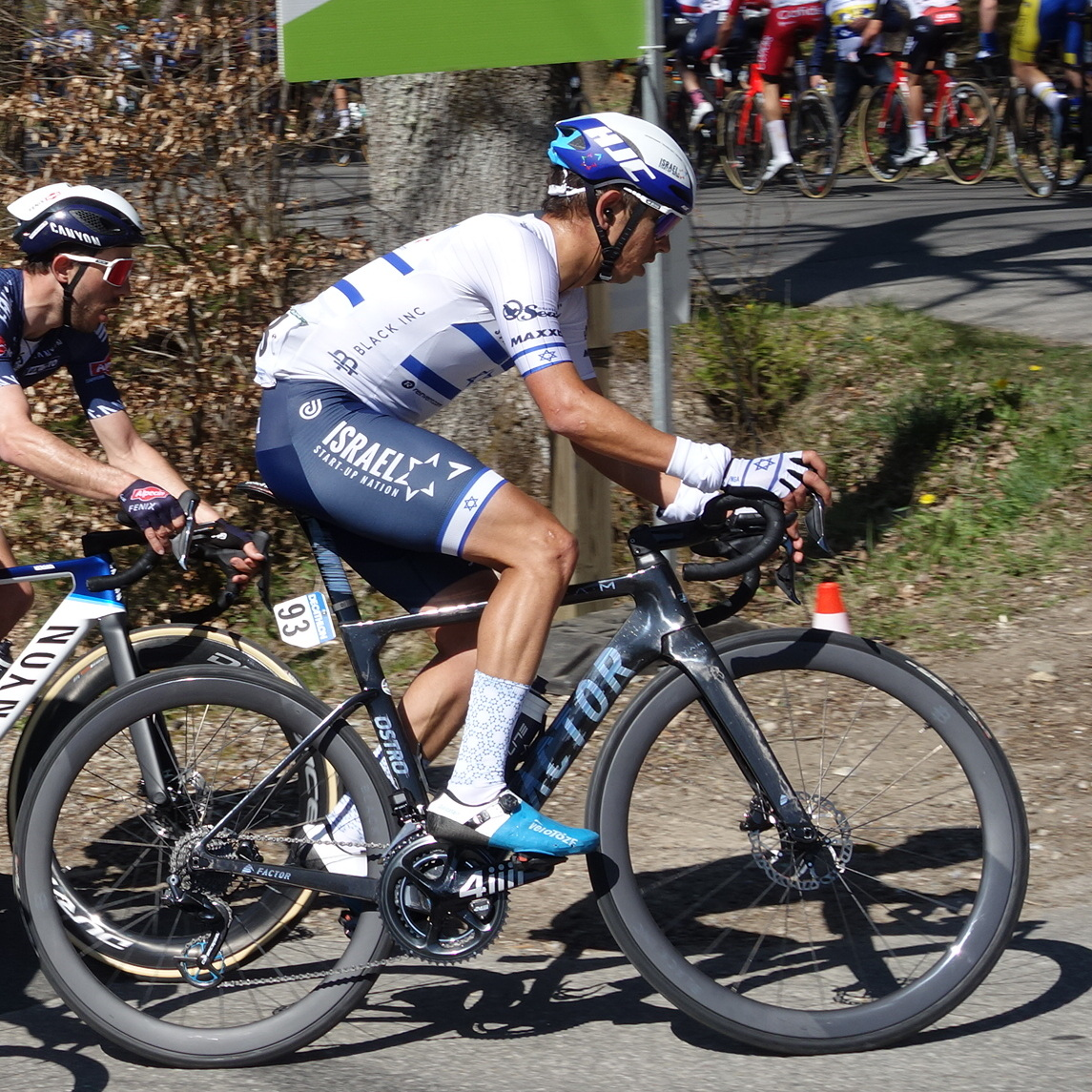
Omer Goldstein avec le maillot de champion national lors de Liège-Bastogne-Liège 2021

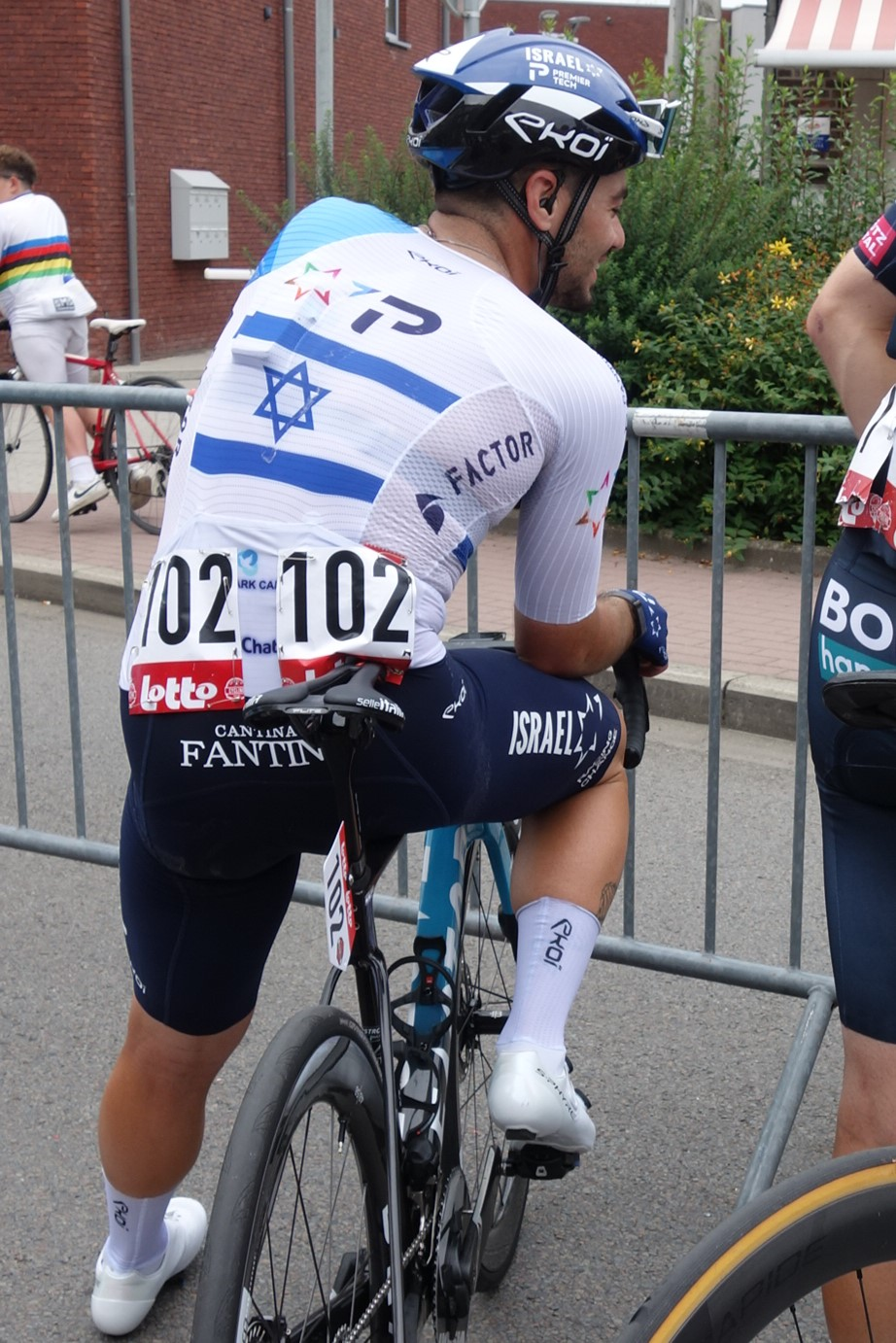
Oded Kogut arborant son maillot de champion d'Israël lors du Tour de Wallonie 2024

| Année | Vainqueur               | Deuxième            | Troisième             |
| ----- | ----------------------- | ------------------- | --------------------- |
| 1948  | Moshe Wiszgoderski (he) |                     |                       |
| 1949  | Moshe Wiszgoderski (he) |                     |                       |
| 1950  | Moshe Wiszgoderski (he) |                     |                       |
| 1951  | Moshe Wiszgoderski (he) |                     |                       |
| 1952  | Moshe Wiszgoderski (he) |                     |                       |
| 1953  | Eliezer Taganski (he)   |                     |                       |
| 1954  | Eliezer Taganski (he)   |                     |                       |
| 1955  | Eliezer Taganski (he)   |                     |                       |
| 1957  | Shlomo Levi             |                     |                       |
| 1958  | Shmuel Falic            |                     |                       |
| 1959  | Henry Ohayon (he)       | Victor Ohayon       | Itzhak Ben David (he) |
| 1960  | Itzhak Ben David (he)   |                     |                       |
| 1961  | Henry Ohayon (he)       | Victor Ohayon       | Binyamin Ohana        |
| 1962  | Henry Ohayon (he)       |                     |                       |
| 1963  | Henry Ohayon (he)       | Yitzchak Rottenberg | Victor Ohayon         |
| 1964  | Henry Ohayon (he)       |                     |                       |
| 1965  | Henry Ohayon (he)       |                     |                       |
| 1966  | Meir Ohayon (he)        | Victor Ohayon       | Baruch Ackfled        |
| 1967  | Meir Ohayon (he)        | Yoram Dgani         | Baruch Ackfled        |
| 1968  | Meir Ohayon (he)        | Reuven Kinor (he)   | Yinon Benin           |
| 1969  | Reuven Kinor (he)       | Meir Ohayon (he)    | Chaim Salomon         |
| 1970  | Reuven Kinor (he)       | Chemi Wolocki (he)  | Yinon Benin           |
| 1971  | Chemi Wolocki (he)      |                     |                       |
| 1972  | Chemi Wolocki (he)      | Meir Ohayon (he)    | Elzem Fernand         |
| 1973  | Chemi Wolocki (he)      |                     |                       |
| 1974  | Chemi Wolocki (he)      | Avi Simhovich       | Meir Ohayon (he)      |
| 1975  | Chemi Wolocki (he)      |                     |                       |
| 1976  | Yaron Gigi (he)         | David Ben David     | Yaish Edri            |
| 1977  | Yoek Gigi (he)          |                     |                       |
| 1978  | Yehuda Gershoni (he)    | Yaakov Hanina       |                       |
| 1979  | Yehuda Gershoni (he)    | Avenr Ben           | Yaakov Hanina         |
| 1980  | Yehuda Gershoni (he)    | Yaakov Amir         | Yaakov Hanina         |
| 1981  | Yehuda Gershoni (he)    | Yaakov Hanina       | Yoek Gigi (he)        |
| 1982  | Yehuda Gershoni (he)    | Yoek Gigi (he)      | Amos Gery (he)        |
| 1983  | Yehuda Gershoni (he)    | Yoek Gigi (he)      | Amos Gery (he)        |
| 1984  | Amos Gery (he)          |                     |                       |
| 1985  | Amos Gery (he)          |                     |                       |
| 1986  | Amos Gery (he)          | Yair Granot         | Charlie Anstis        |
| 1987  | Amos Gery (he)          |                     |                       |
| 1988  | Yoav Krombi             |                     |                       |
| 1989  | Zoar Rubin              | Eyal Ansfeld        | Yehoram Beck          |
| 1990  | Charlie Anstis          |                     |                       |
| 1991  | Lior Krin               |                     |                       |
| 1992  | Ami Asayag              |                     |                       |
| 1993  | Ido Sirkin              |                     |                       |
| 1994  | Eyal Kutner             |                     |                       |
| 1995  | Gadi Anavi              |                     |                       |
| 1996  | Ilan Idelson            |                     |                       |
| 1997  | Ido Sirkin              |                     |                       |
| 1998  | Yuval Steinman          | Eitzack Boigin      | Benjamin Loberant     |
| 1999  | Eitzack Boigin          | Boris Yezulak       | Daniel Helstoch       |
| 2000  | Yuval Steinman          | Elian Edelson       | Ido Sirkin            |
| 2001  | Daniel Helstoch         | Hidai Bar-Mor       | Doron Amitz           |
| 2002  | Itay Lifshitz           | Dror Pekatz         | Yanai Cohen           |
| 2003  | Dor Dviri               | Yuriy Levinson      | Izhak Boygen          |
| 2004  | Dor Dviri               | Daniel Helstoch     | Shagi Bental          |
| 2005  | Maxim Burlutsky         | Amos Wolff          | Yarden Gazit          |
| 2006  | Dor Dviri               | Yarden Gazit        | Rotem Ishai (he)      |
| 2007  | Gal Tsachor             | Amos Wolff          | Doron Amitz           |
| 2008  | Nati Hortig (he)        | Amos Wolff          | Eliad Daniel          |
| 2009  | Avichai Greenberg       | Idan Shapira        | Niv Libner            |
| 2010  | Niv Libner              | Eyal Rahat          | Ran Margaliot         |
| 2011  | Niv Libner              | Yoav Bär            | Idan Shapira          |
| 2012  | Oleg Sergeev            | Roy Goldstein       | Daniel Eliad          |
| 2013  | Yuval Dolin             | Guy Gabay           | Guy Sagiv             |
| 2014  | Niv Libner              | Anton Mikhailov     | Roy Goldstein         |
| 2015  | Guy Sagiv               | Guy Gabay           | Roy Goldstein         |
| 2016  | Guy Sagiv               | Aviv Yechezkel      | Roy Goldstein         |
| 2017  | Roy Goldstein           | Itmar Einhorn       | Aviv Yechezkel        |
| 2018  | Roy Goldstein           | Guy Sagiv           | Omer Goldstein        |
| 2019  | Guy Sagiv               | Omer Goldstein      | Guy Niv               |
| 2020  | Omer Goldstein          | Eitan Levi          | Guy Sagiv             |
| 2021  | Vladislav Loginov       | Saned Abu-Fares     | Itamar Einhorn        |
| 2022  | Itamar Einhorn          | Guy Sagiv           | Omer Goldstein        |
| 2023  | Itamar Einhorn          | Guy Sagiv           | Nadav Raisberg        |
| 2024  | Oded Kogut              | Itamar Einhorn      | Rotem Tene            |

Multi-titrés
- 6 : Yehuda Gershoni (he), Henry Ohayon (he)
- 5 : Chemi Wolocki (he), Moshe Wiszgoderski (he)
- 4 : Amos Gery (he)
- 3 : Guy Sagiv, Niv Libner, Dor Dviri, Meir Ohayon (he), Eliezer Taganski (he)
- 2 : Itamar Einhorn, Roy Goldstein, Yuval Steinman, Ido Sirkin, Reuven Kinor (he)

### Podiums du contre-la-montre
| Année | Vainqueur         | Deuxième          | Troisième           |
| ----- | ----------------- | ----------------- | ------------------- |
| 1995  | Benjamin Loberant |                   |                     |
| 1996  | Benjamin Loberant |                   |                     |
| 1997  | Benjamin Loberant |                   |                     |
| 1998  | Boris Yezulak     | Benjamin Loberant | Izhak Boygen        |
| 1999  | Izhak Boygen      | Daniel Halstuch   | Mora Oniera         |
| 2002  | Fein Oded         | Yanai Cohen       | Ben-Ami Tshausu     |
| 2003  | Daniel Halstuch   | Dror Lindner      | Nitzan Hendler      |
| 2005  | Gali Ronen        | Daniel Helstoch   | Maxim Burlutsky     |
| 2006  | Gali Ronen        | Maxim Burlutsky   | Izhak Boygen        |
| 2007  | Gali Ronen        | Anton Mikhailov   | Maxim Burlutsky     |
| 2008  | Maxim Burlutsky   | Eyal Rahat        | Nati Hortig (he)    |
| 2009  | Ayetor Aizpeazo   | Eyal Rahat        | Yuval Rachmilevich  |
| 2010  | Eyal Rahat        | Anton Mikhailov   | Ido Sirkin          |
| 2011  | Eyal Rahat        | Yoav Bear         | Niv Libner          |
| 2012  | Anton Mikhailov   | Guy Gabay         | Eyal Rahat          |
| 2013  | Yoav Bear         | Anton Mikhailov   | Oleg Sergeev        |
| 2014  | Yoav Bear         | Anton Mikhailov   | Oleg Sergeev        |
| 2015  | Yoav Bear         | Aviv Yechezkel    | Omer Goldstein      |
| 2016  | Aviv Yechezkel    | Omer Goldstein    | Yoav Bear           |
| 2017  | Guy Sagiv         | Omer Goldstein    | Anton Mikhailov     |
| 2018  | Omer Goldstein    | Aaron Hitman      | Yuval Ben-mordechay |
| 2019  | Guy Niv           | Aaron Hitman      | Alon Yogev          |
| 2020  | Guy Sagiv         | Guy Niv           | Vladislav Loginov   |
| 2021  | Omer Goldstein    | Vladislav Loginov | Guy Sagiv           |
| 2022  | Omer Goldstein    | Oded Kogut        | Vladislav Loginov   |
| 2023  | Oded Kogut        | Omer Goldstein    | Nadav Raisberg      |
| 2024  | Oded Kogut        | Vladislav Loginov | Yonathan Turgeman   |

Multi-titrés
- 3 : Omer Goldstein, Yoav Bear, Gali Ronen, Benjamin Loberant
- 2 : Guy Sagiv, Eyal Rahat, Oded Kogut

## Femmes

### Podiums de la course en ligne
| Année | Vainqueur         | Deuxième         | Troisième           |                  |
| ----- | ----------------- | ---------------- | ------------------- | ---------------- |
| 2001  | Laurie Copans     | Nadya Laikin     | Hadas Wais          |                  |
| 2002  | Shani Bloch       | Laurie Copans    | Racheli Rozenshtain |                  |
| 2003  | Leah Goldstein    | Nicole Freedman  | Shani Bloch         |                  |
| 2006  | Inbar Ronen       | Shani Bloch      | Michal Avriel       |                  |
| 2007  | Leah Goldstein    | Hilla Maimon     | Michal Avriel       |                  |
| 2008  | Leah Goldstein    | Yarden Golan     | Yarden Avidan       |                  |
| 2009  | Leah Goldstein    | Yarden Golan     | Yarden Avidan       |                  |
| 2010  | Inbar Ronen       | Michal Ella      | Yarden Avidan       |                  |
| 2011  | Michal Ella       | Daniela Levi     | Paz Bash            |                  |
| 2012  | Yuval Bar Ziv     | Rotem Gafinovitz | Daniela Levi        |                  |
| 2013  | Paz Bash          | Rotem Gafinovitz | Meghan Beltzer      |                  |
| 2014  | Paz Bash          | Shani Bloch      | Omer Shapira        |                  |
| 2015  | Rotem Gafinovitz  | Omer Shapira     | Paz Bash            |                  |
| 2016  | Miriam Bar-on     | Rotem Gafinovitz | Omer Shapira        |                  |
| 2017  | Omer Shapira      | Paz Bash         | Shani Bloch         |                  |
| 2018  | Omer Shapira      | Rotem Gafinovitz | Paz Bash            |                  |
| 2019  | Omer Shapira      | Rotem Gafinovitz | Paz Bash            |                  |
| 2020  | Omer Shapira      | Lianne Witkin    | Antonina Reznikov   |                  |
| 2021  | Omer Shapira      | Rotem Gafinovitz | Nofar Maoz          |                  |
| 2022  | Omer Shapira      | Rotem Gafinovitz | Lianne Witkin       |                  |
| 2023  | Antonina Reznikov | Nofar Maoz       | Rotem Gafinovitz    |                  |
| 2024  | Rotem Gafinovitz  | Adar Shriki      | Hili Biderman       |                  |
| 2025  | annulé/abandonné  | annulé/abandonné | annulé/abandonné    | annulé/abandonné |

Multi-titrées
- 6 : Omer Shapira
- 4 : Leah Goldstein
- 2 : Paz Bash, Inbar Ronen

### Podiums du contre-la-montre
| Année | Vainqueur        | Deuxième          | Troisième         |
| ----- | ---------------- | ----------------- | ----------------- |
| 2002  | Laurie Copans    | Shani Bloch       | Bonnie Eshel      |
| 2006  | Shani Bloch      | Inbar Ronen       |                   |
| 2007  | Leah Goldstein   | Hilla Maimon      | Michal Avriel     |
| 2008  | Leah Goldstein   | Nina Pekerman     | Hilla Maimon      |
| 2009  | Leah Goldstein   | Yarden Avidan     | Einat Argon       |
| 2010  | Yarden Avidan    | Noga Korem        | Einat Argon       |
| 2011  | Daniela Levi     | Michal Ella       | Rotem Gafinovitz  |
| 2012  | Paz Bash         | Rotem Gafinovitz  | Michal Ella       |
| 2013  | Paz Bash         | Rotem Gafinovitz  | Daniela Levi      |
| 2014  | Paz Bash         | Shani Bloch       | Mey-elle Naveh    |
| 2015  | Paz Bash         | Rotem Gafinovitz  | Miriam Bar-on     |
| 2016  | Paz Bash         | Shani Bloch       | Omer Shapira      |
| 2017  | Shani Bloch      | Rotem Gafinovitz  | Paz Bash          |
| 2018  | Rotem Gafinovitz | Omer Shapira      | Paz Bash          |
| 2019  | Rotem Gafinovitz | Paz Bash          | Antonina Reznikov |
| 2020  | Omer Shapira     | Lianne Witkin     | Avital Gez        |
| 2021  | Rotem Gafinovitz | Nofar Maoz        | Shani Berger      |
| 2022  | Omer Shapira     | Rotem Gafinovitz  | Lianne Witkin     |
| 2023  | Rotem Gafinovitz | Antonina Reznikov | Nofar Maoz        |
| 2024  | Rotem Gafinovitz | Adar Shriki       | Maayan Tal        |

Multi-titrées
- 5 : Paz Bash
- 4 : Rotem Gafinovitz
- 2 : Omer Shapira, Shani Bloch

## Espoirs Hommes

### Podiums de la course en ligne
| Année | Vainqueur         | Deuxième         | Troisième        |
| ----- | ----------------- | ---------------- | ---------------- |
| 2018  | Nir Gabay         | Saned Abu Fares  | Yuval Ben Moshe  |
| 2019  | Guy Leshem        | Eitan Levi       | Roy Rubinstein   |
| 2020  | Omer Lahav        | Edo Goldstein    | Sanad Abu Fares  |
| 2021  | Oded Kogut        | Rotem Tene       | Omer Lahav       |
| 2022  | Yuval Tsahor      | Emry Faingezicht | Aviv Peretz      |
| 2023  | Jonatan Abudraham | Guy Timor        | Emry Faingezicht |
| 2024  | Matar Peretz      | Emry Faingezicht | Yonatan Uri      |

### Podiums du contre-la-montre
| Année | Vainqueur        | Deuxième         | Troisième         |
| ----- | ---------------- | ---------------- | ----------------- |
| 2018  | Alon Yogev       | Saaed Abu Fares  | Guy Weinberg      |
| 2019  | Alon Yogev       | Idan Rajuan      | Guy Weinberg      |
| 2020  | Amir Danel       | Daniel Olkha     | Roy Rubinstein    |
| 2021  | Oded Kogut       | Roy Rubinstein   | Alon Yogev        |
| 2022  | Roy Weinberg     | Emry Faingezicht | Roy Shyman        |
| 2023  | Emry Faingezicht | Aviv Bental      | Jonatan Abudraham |
| 2024  | Emry Faingezicht | Yonatan Uri      | Aviv Bental       |

Multi-titrés
- 2 : Alon Yogev, Emry Faingezicht

## Juniors Hommes

### Podiums de la course en ligne
| Année | Vainqueur         | Deuxième        | Troisième       |
| ----- | ----------------- | --------------- | --------------- |
| 2005  | Niv Libner        | Levy Maor       | Ran Margaliot   |
| 2010  | Yuval Dolin       | Shaked Frank    | Tal Caller      |
| 2011  | Guy Gabay         | Roy Goldstein   | Ido Zilberstein |
| 2012  | Yotam Karpf       | Guy Sagiv       | Aviv Yechezkel  |
| 2013  | Omer Goldstein    | Yam Poliak      | Ben Ganon       |
| 2014  | Yanai Miles       | Omer Mor        | Itamar Einhorn  |
| 2015  | Guy Leshem        | Saar Hershler   | Ori Leonzini    |
| 2016  | Guy Weinberg      | Yuval Ben Moshe | Saar Hershler   |
| 2017  | Eitan Levi        | Shahar Melamed  | Nir Gabay       |
| 2018  | Eitan Levi        | Edo Goldstein   | Shahar Melamed  |
| 2019  | Yotam Deshe       | Gilad Gery      | Eylon Cohen     |
| 2020  | Aviv Bental       | Ron Donio       | Yotam Deshe     |
| 2021  | Roy Shyman        | Amit Keinan     | Guy Tahar       |
| 2022  | Jonatan Abudraham | Guy Tahar       | Itamar Bezalel  |
| 2023  | Matar Peretz      | Roy Ben-Ari     | Itamar Malchi   |
| 2024  | Roei Edinger      | Dvir Lavi       | Yoav Sharvit    |

Multi-titrés
- 2 : Eitan Levi

### Podiums du contre-la-montre
| Année | Vainqueur        | Deuxième         | Troisième         |
| ----- | ---------------- | ---------------- | ----------------- |
| 2005  | Bar Garbowvsky   | Niv Libner       | Itay Groag        |
| 2010  | Tal Gabay        | Yuval Dolin      | Roy Goldstein     |
| 2011  | Ben Einhorn      | Guy Gabay        | Ido Zilberstein   |
| 2012  | Aviv Yechezkel   | Sharon Hen       | Guy Sagiv         |
| 2013  | Guy Sessler      | Gal Weitz        | Yam Poliak        |
| 2014  | Itamar Einhorn   | Omer Mor         | Yam Poliak        |
| 2015  | Ido Bear         | Saar Hershler    | Guy Weinberg      |
| 2016  | Guy Weinberg     | Ori Turbiner     | Saar Hershler     |
| 2017  | Alon Yogev       | Eitan Levi       | Nir Gabay         |
| 2018  | Iftah Shoshani   | Roy Rubinstein   | Rotem Tene        |
| 2019  | Oded Kogut       | Gil Eran         | Riva Nimrod       |
| 2020  | Aviv Bental      | Yotam Deshe      | Gal Kirstein      |
| 2021  | Emry Faingezicht | Yonatan Sacham   | Jonatan Abudraham |
| 2022  | Itamar Bezalel   | Yonatan Sacham   | Adam Eliatim      |
| 2023  | Saar Idan        | Yonatan Turgeman | Saar Shilo        |
| 2024  | Omer Ramon       | Saar Idan        | Yoav Sharvit      |